# Friedrich Retter

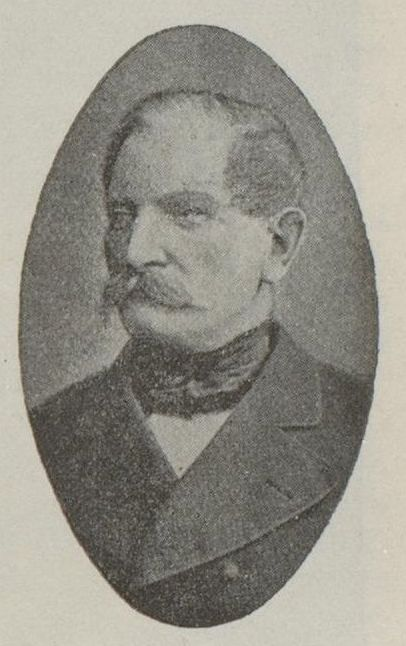
Friedrich Retter

Friedrich Jakob Retter (* 14. Februar 1816 in Geradstetten; † 22. Februar 1891 in Ellwangen) war Posthalter, Gastwirt und Mitglied des Deutschen Reichstags. 

## Leben
Retter war von 1838 bis 1866 Posthalter, Gasthof- und Gutsbesitzer. Später war er Besitzer einer Weinhandlung en gros und Gutsbesitzer. Er war Mitglied des Württembergischen Eisenbahnbaurates für die Verkehrsanstalten und Stellvertreter eines Beirats zur Zentralstelle für die Landwirtschaft. Weiter war er Mitglied der Grundsteuer-Einschätzungskommission für den Oberamtsbezirk Ellwangen und Ausschussmitglied für den landwirtschaftlichen Gauverband, sowie Stellvertreter für den Vorstand des landwirtschaftlichen Vereins Ellwangen (technischer Vorstand). Retter war gewählter Delegierter beim Württembergischen Gestütswesen zur Beratung der Interessen der Pferdezucht. Außerdem war er Mitglied der Kommission für die Württembergische Zentralkasse zur Förderung des Löschwesens und viele Jahre Kommandant der Freiwilligen Feuerwehr Ellwangen. Er war Mitglied der Stuttgarter Freimaurerloge Zu den drei Cedern.
Politisch betätigte sich Retter in der Volkspartei. Von 1870 bis 1881 war er Mitglied der Zweiten Württembergischen Kammer und von 1877 bis 1878 und von 1881 bis 1884 des Deutschen Reichstags, zuerst für den Wahlkreis Württemberg 5 (Esslingen – Kirchheim – Nürtingen), von 1881 bis 1884 vertrat er den Wahlkreis Württemberg 2 (Cannstatt – Ludwigsburg – Marbach).
Er ist ein Onkel mütterlicherseits der Heimatdichterin Julie Kern aus Winterbach.